# Connellsville (Pennsylvania)
Connellsville település az Amerikai Egyesült Államok Pennsylvania államában, Fayette megyében. Lakosainak száma 7031 fő (2020. április 1.).

## Közlekedés
A települést érinti az Amtrak egyik távolsági vasúti járata is, a Capitol Limited.

## Népesség
A település népességének változása:

| 2010 | 7 637 |
| 2020 | 7 031 |